# Lidečko
Lidečko település Csehországban, Vsetíni járásban. Lidečko Lužná, Lačnov, Horní Lideč és Francova Lhota településekkel határos. Lakosainak száma 1825 fő (2024. január 1.).

## Népesség
A település lakosságának változását az alábbi diagram mutatja:
| Lakosok száma | 958  | 1159 | 1219 | 1782 | 1877 | 1790 | 1791 | 1812 | 1719 | 1825 |
|               | 1869 | 1900 | 1921 | 1961 | 1980 | 2011 | 2016 | 2019 | 2021 | 2024 |